# Томас Охеда
Томас Охеда Алварез (Антофагаста, 20. априла 1910 — 20. фебруара 1983) био је чилеански фудбалски нападач. Играо је на Светском купу 1930. Играо је у чилеанској лиги у Бока Јуниорсу из Антофагасте.

## Биографија
Рођен је у Антофагасти 1910. године. Био је врло брз, кретао се левом страном, и поседовао је фантастичан дриблинг и снажни ударац. Са седамнаест година почео је да игра у првом тиму клуба Бока Јуниорса у Антофагасти. Из овог клуба је изабран за чилеанску репрезентацију на Светском првенству 1930. године.
По повратку са светског првенства га је контактирао Коло Коло али су преговори били безуспешни. После тих безуспешних разговора је одслужио војни рок да би после одслужења војног рока преговарао са Унијом Еспањол али је у исто време и преговарао са италијанским Аудаксом који му је понудио исти новац и то је оно што је превагнуло при одлуци да пређе у тај тим због његове привржености северу.
Био је девет сезона у италијанском тиму до 1939. године. Када су га тадашњи челници отпустили, упркос примању понуда од других тимова, Оједа је рекао: „Ако нећу више играти за Аудакс, нећу играти ни за један други клуб.”

## Национална селекција
Био је део чилеанске репрезентације која је учествовала на првом светском првенству у фудбалу 1930. године. Био је део стартне поставе у прве две утакмице на првенству где је у утакмици против Мексика скривио пенал који је Карлос Видал шутирао и протраћио. У задњој утакмици на првенству није ни играо. Касније је позван на првенство Јужне Америке 1937. у Аргентини у којем је учествовао у свим мечевима своје земље на том турниру.